# Ciołek Poniatowskiego
Byk Poniatowskiego (łac. Taurus Poniatovii) – historyczny gwiazdozbiór, nazwany na cześć króla Polski Stanisława Augusta Poniatowskiego przez polskiego astronoma, rektora Akademii Wileńskiej Marcina Poczobutta-Odlanickiego w 1777 roku. Tworzyły go gwiazdy z północno-wschodniej części gwiazdozbioru Wężownika i zachodniej części gwiazdozbioru Orła. Poczobutt zauważył, że gwiazdy leżące na bok od postaci Wężownika układały się w kształt litery V, podobny do układu w gwiazdozbiorze Byka. Obok Tarczy Sobieskiego była to jedyna konstelacja powiązana z rzeczywistą postacią z polskiej historii nowożytnej. Nazwa odnosi się do herbu Ciołek Poniatowskich.
Wprowadzenie gwiazdozbioru ogłosił Poczobutt w wydanym w 1777 roku dziele Cahiers des observations astronomiques faites à l’observatoire royal de Vilna en 1773, wymieniając tam 16 gwiazd wchodzących w jego skład. Johann Elert Bode wprowadził łacińską nazwę gwiazdozbioru w 1801 roku.
165 lat wcześniej gwiazdy Wężownika, które weszły w skład Ciołka Poniatowskiego, wraz z gwiazdami konstelacji Liska, wchodziły w skład innego historycznego gwiazdozbioru o nazwie Tigris (rzeka Tygrys).